# Eremopterix
Eremopterix é um género de cotovia da família Alaudidae.

## Espécies
Este género contém as seguintes espécies:
- Eremopterix australis
- Eremopterix hova
- Eremopterix griseus
- Eremopterix leucopareia
- Eremopterix leucotis
- Eremopterix nigriceps
- Eremopterix signatus
- Eremopterix verticalis